# Boris Šuštar
Boris Šuštar, slovenski ekonomist in politik, * 19. maj 1962, Ilirska Bistrica.
Med 15. marcem 1997 in 16. novembrom 2000 je bil državni sekretar Republike Slovenije na Ministrstvu za gospodarske dejavnosti Republike Slovenije.

## Pravnomočne obsodbe
Leta 2004 je bil zaradi sprejemanja podkupnin na višjem sodišču obsojen na zaporno kazen. Po pogojnem izpustu je bil leta 2007 v ločenem procesu zaradi goljufij v času, ko je bil državni sekretar, na Okrožnem sodišču v Ljubljani spet obsojen na zaporno kazen. V času pogojnega izpusta kazni s prvega procesa in med sojenjem na drugem procesu je pobegnil v Kanado.